# Ge Fei (badmintonspelare)
Ge Fei, född 9 oktober 1975 i Nantong, är en kinesisk idrottare som tog två guld i badminton tillsammans med Gu Jun vid olympiska sommarspelen 1996 och 2000.